# Os Homens Não Se Querem Bonitos
Os Homens Não Se Querem Bonitos é um álbum de estúdio da banda de pop rock português GNR. Editado em Junho de 1985 pela EMI - Valentim de Carvalho.  Deste álbum saiu o single "Dunas", tornando-se num dos maiores sucessos da banda. 
Em 1999 Os Homens Não Se Querem Bonitos é reeditado em CD. 

## Descrição do álbum
É uma obra desigual nas suas opções estéticas: vai da valsa à volta da fogueira "Dunas" às cantorias africanas com Anabela Duarte em "Apartheid Hotel" e à bizarria pura de "Azrail". É um disco sem medos e fronteiras, que ataca o convencional e o estranho com a mesma lírica desgovernada de Rui Reininho.

## Faixas

### LP

#### Lado A
| N.º | Título             | Duração |  |
| 1.  | "Sta. Apolónia"    | 3:15    |  |
| 2.  | "Sonora"           | 4:15    |  |
| 3.  | "Freud & Ana"      | 4:05    |  |
| 4.  | "Dunas"            | 3:33    |  |
| 5.  | "Sentidos Pêsames" | 3:55    |  |

#### Lado B
| N.º | Título            | Duração |  |
| 1.  | "Sete Naves"      | 4:27    |  |
| 2.  | "Made in Oporto"  | 3:28    |  |
| 3.  | "Apartheid Hotel" | 3:54    |  |
| 4.  | "Azrael"          | 5:15    |  |

## Membros da banda
- Rui Reininho   (voz)  [2]
- Alexandre Soares   (guitarra, sintetizador e voz em "Made in Oporto")  [2]
- Jorge Romão   (baixo)  [2]
- Tóli César Machado   (bateria, acordeão e teclas)  [2]